# ヴィクトワール・ド・ドニサン・ド・ラ・ロシュジャクラン

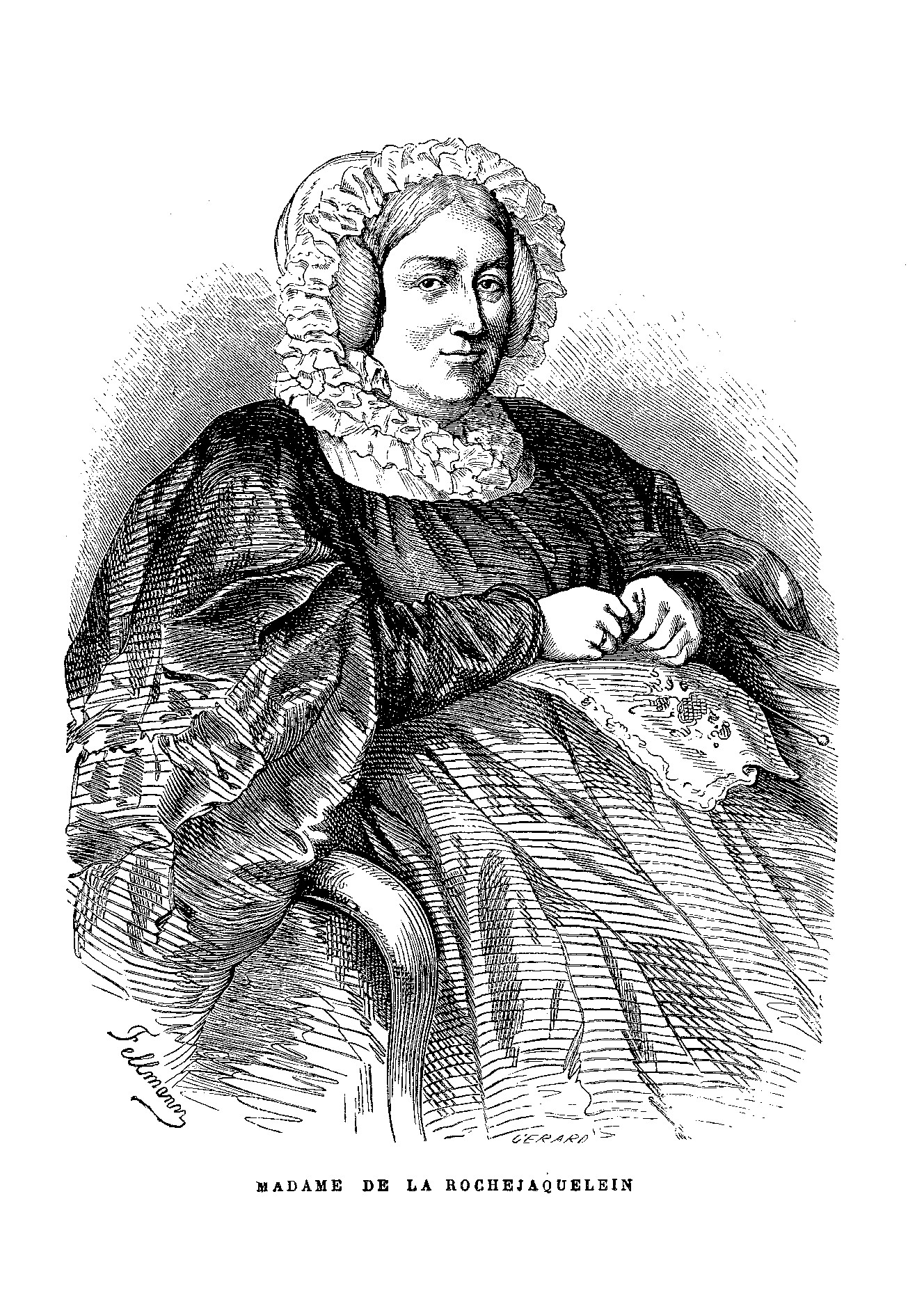
晩年に描かれたラ・ロシュジャクラン夫人の肖像

ヴィクトワール・ド・ドニサン・ド・ラ・ロシュジャクラン （Victoire de Donnissan de La Rochejaquelein、1772年10月25日 - 1857年2月15日）は、フランスの貴族。ヴァンデ戦争への関わりで知られ、戦後に世に出た手記によって、ラ・ロシュジャクラン夫人（Madame de La Rochejaquelein）として知られる。

## 生涯

### 幼少期
ヴェルサイユ宮廷に影響力を持つ一族ドニサン家の娘として、ヴェルサイユ宮殿で誕生した。出生名はマリー・ルイーズ・ヴィクトワール（Marie Louise Victoire de Donnissan）。父は元帥（fr）・ギュイエンヌ大執事長のギィ・ジョゼフ・ド・ドニサン（fr）、母はデュフォール家出身のマリー・フランソワーズである。細心の注意を払って育てられた彼女は、わずか17歳の時にフランス革命の最初の嵐に遭遇することになる。

### レスキュール侯爵

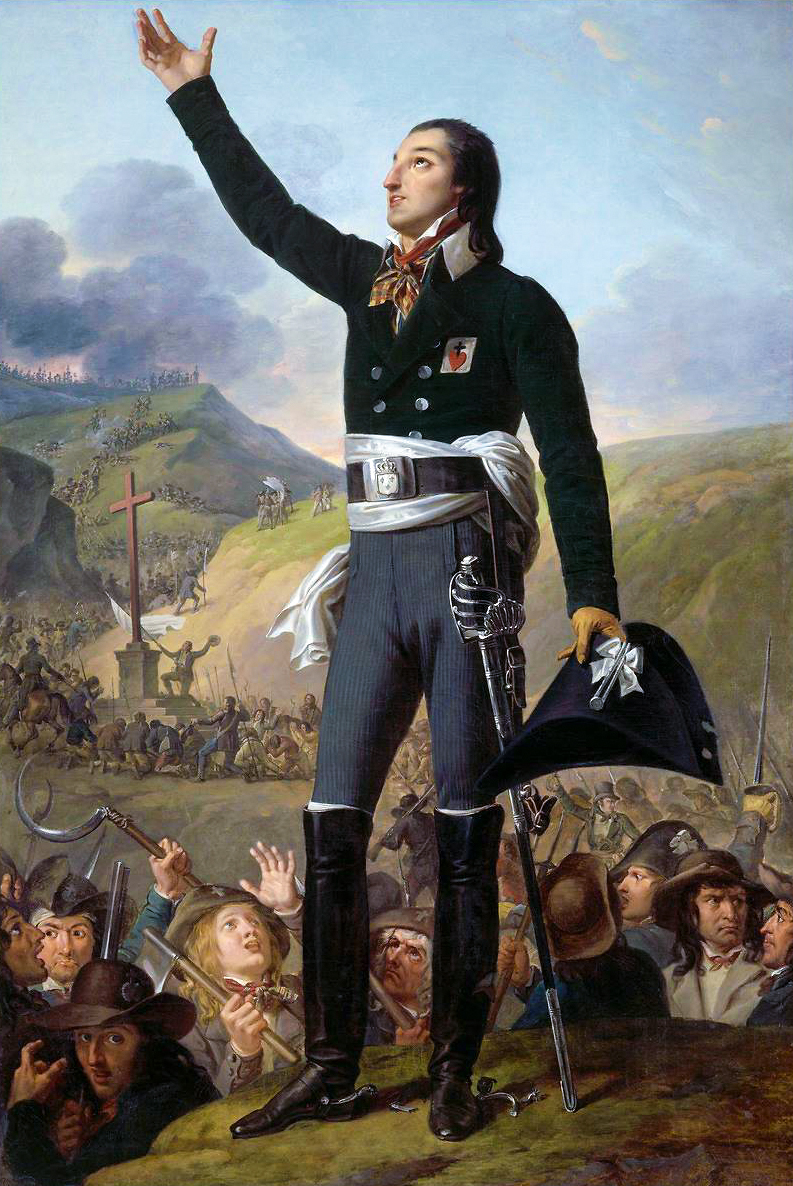
最初の夫、レスキュール侯爵ルイ・マリー・ド・サルグ

1789年の終わり、彼女は両親とともにメドックのシトラン城へ移り住んだ。その城で1791年、彼女は資産のない若い将校で、いとこにあたるルイ・マリー・ド・レスキュール（fr）と結婚した。彼の名は大きな名声を得ることになる。この結婚は、恋愛結婚であり、都合の良い結婚でもあった。フランス国内の政治状況はより深刻さを増していた。レスキュールは移住を決意し、1792年夏に妻を連れてパリへ向かった。最悪の状況だった。彼は1792年6月20日（fr）の民衆デモ、8月10日事件の現場にいたのである。8月10日事件では、避難場所を探すことを余儀なくされ、彼と、当時妊娠7ヶ月のヴィクトワールは大きな危険にさらされた。フランスから外国へ亡命する計画を捨て、レスキュールはブレシュイールからドゥー＝セーヴル県のクリソン城（ブルターニュのクリソンにある城とは異なる）を含む自らの所領に退避することが賢明と考えた。ドニサン夫妻も娘夫婦に同行した。パリを発ったのはちょうど九月虐殺が発生する直前の8月25日で、深刻な困難がないわけではなかった。最も激しい社会動乱を起こす人々の真っ只中を、長い旅行をしていかねばならなかった。

### ヴァンデ戦争

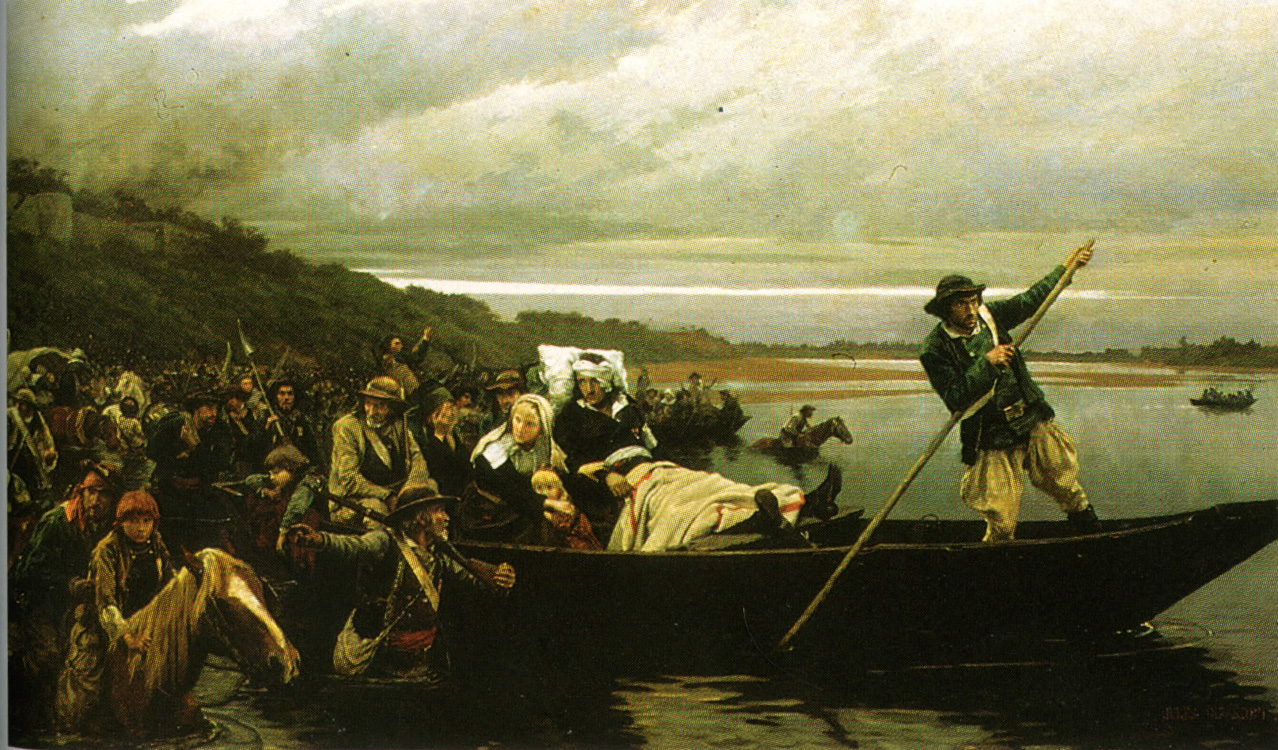
サン・フロランからロワールを渡るレスキュール将軍。ボート上にいる母子がヴィクトワールと娘と思われる

クリソンは平穏であった。しかし革命の激流は常に沸きあがった。ルイ16世が断頭台で処刑された。迫害が聖職者民事基本法を宣誓しない、非宣誓司祭に向けて行われた。30万人募兵令がくすぶっていた火種に火をつけた。ボカージュ（低潅木地帯）に住む人々が蜂起した。ヴァンデ全体が武器をとり、レスキュールはただちにいとこのアンリ・ド・ラ・ロシュジャクランに続いた。これは武装蜂起した農民たちの先頭に立つ最初の試みであった。シャルル・ド・ボンシャン、フランソワ・ド・シャレット、モーリス・ジゴ・デルベ、ジャン＝ニコラ・ストフレ、ジャック・カトリノーらは自らの意思で戦場に向かった。闘争は強大な規模を獲得した。ヴァンデ軍側に有利であるように、レスキュール夫人ヴィクトワールも前線の夫から遠く離れ、ブレの城に退去した。
ソミュール攻撃においてレスキュールが腕を負傷すると、ヴィクトワールは夫に合流した。彼女は夫の危険な逃避行に同行した。クリソン城は共和国軍に火を放たれた。共和国軍の兵士たちがヴァンデになだれ込んできた。トルフーの戦いでは、クレベール率いるマイヤンス部隊に致命的な打撃を与えた。そして多くの会議が一致した勝利とともに開催された。しかし1793年10月17日、レスキュールはショレの戦いで重傷を負った。大勢の農民たちが集まり押しつぶされそうなほど膨れ上がっていたヴァンデ軍は、ロワール川の北側に避難することにした。自分たちの故郷から離れ、敵対する勢力が優勢な地域へ渡るという、致命的な決意であった。大勢の女性たちと避難民たち、戦闘の足手まといとなる非戦闘員たちを抱え込むことになった。これが『ガレルヌの彷徨』（fr）である。
ヴィクトワールは1歳になろうかという幼い娘とともにこの遠征に同行した。彼女たちは負傷したレスキュールを運ぶための担架の横を歩いたのである。当時、ヴィクトワールは再び妊娠していた。胎児がそのような衝撃から生き残れたのは奇跡だった。11月4日、負傷していたレスキュールが息を引き取った。未亡人となったヴィクトワールは、悲しみに押しつぶされながら、ヴァンデ軍の行軍に巻き込まれていった。イギリス海峡へ向かうというなすすべもない行軍の後、グランヴィル攻撃に失敗し、ヴァンデ軍は再びロワールへ向かった。途中でアンジェ攻撃に失敗し、ル・マンの路上で始まった激戦で散り散りとなり、最終的に1793年12月のサヴネの戦いでヴァンデ軍は壊滅した。

### レスキュールの死
レスキュールの死からヴァンデ軍の四散までの約6週間の間、ヴィクトワールは寒さ、空腹、疲労、悲しみ、過酷さを増す不安に耐えねばならなかった。発熱に苦しめられ、農婦の服装をし、数日間野に出て畑のタマネギを裂いて食べたこともあった。疲れを取るために、彼女は時々短時間だけ藁の上で仮眠を取ったが、彼女のそばに落ちた砲弾の音で目が覚めたこともあった。逃避行の最後の時、彼女は娘を手放すことを余儀なくされた。ヴィクトワールはアンスニ近郊の農家の家族に娘を預けたのである。サヴネで彼女は父ドニサンから離ればなれになった。彼は数日前に撃たれ、拘束されたのである（ギィ・ジョゼフ・ド・ドニサンは1794年1月に刑死する）。ヴィクトワールの母はブルトン人農婦の服装で変装して、プランキオー近郊の農家に避難した。
温かく迎えられて、彼女は1793年から1794年にかけての冬を小作農の元ですごした。彼らは苦難と窮乏の生活に慣れた人々で、その貧しさは革命派の追跡をかわすことに役立った。ドニサン夫人ともどもひどい身なりだったので、彼女たちは頻繁に施しを与えていた側であったにもかかわらず、施しを受ける側で身をさらすことも少なくなかった。しばしば青軍（共和国側）の捜索から逃れるために森の中に逃げることを余儀なくされ、その生活は恒常的な不安と警戒、危険と恐怖の連続だった。
こうした過酷な試練の只中に、ヴィクトワールは双子の女児を出産した。彼女はその後一月あまりの間、人目を引かないように窓やドアを閉めるよう注意しながら、数年来無人となっていた藁葺きの家で過ごした。彼女はこの悲惨な住まいで双子のうちの一人の死を経験した。ヴィクトワールは涙に暮れつつも「この子は、私よりも幸せだわ！」と言わずにはいられなかった。
多くの危険に遭遇し、避難場所から避難場所へと彷徨った後、1794年のテルミドール9日のクーデターで恐怖政治は駆逐され、追放者に対して安全が保障されるようになった。しかし、そうした風潮が中央から離れた僻地で浸透するには時間がかかった。最終的に恩赦が宣言され、レスキュール未亡人はナントへ向かった。そこで彼女は自分よりも悲惨な不幸を背負った人々を見つけたのである。彼女はその後メドックのシドラン城へ移り住んだ。彼女の人生で最も活動的で、ほとんど過激であった生活が終わった。彼女は新たな住居に1795年の2月に到着した。到着後まもなくして、ヴィクトワールは別の死の知らせを聞いて泣くことになる。逃避行の最中に手放した娘が死んだのである。

### 亡命
革命暦5年、フリュクティドール18日のクーデター（fr、1797年9月4日）の後、王党派に対する迫害が盛んに行われた。レスキュール未亡人はエミグレの中に名を連ねていた。彼女はフランスを出たくなかったのだが出国せざるを得ず、スペインに一時期滞在した。1799年のブリュメールのクーデターの後で、ヴィクトワールは帰国することができた。彼女は売りに出されていなかった自分の財産を取り戻し、亡夫の財産を相続した。

### ラ・ロシュジャクラン侯爵

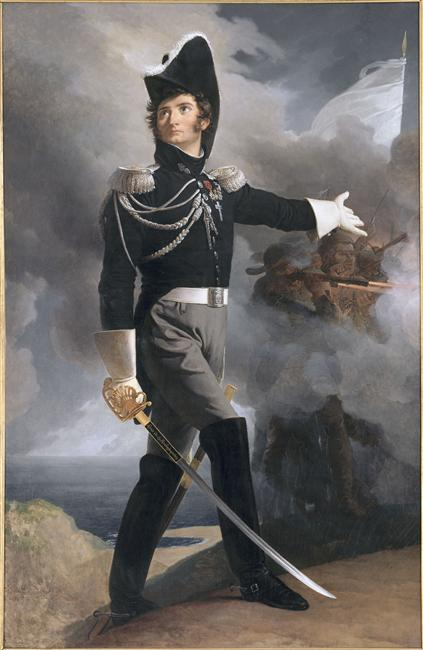
2度目の夫、ラ・ロシュジャクラン侯爵ルイ・デュ・ヴェルジエ

1802年3月、ヴィクトワールは母ドニサン夫人の懇願に折れて、亡夫のいとこにあたるラ・ロシュジャクラン侯爵ルイ（fr）と結婚した。彼はヴァンデ軍の将軍で最も有名なアンリ・ド・ラ・ロシュジャクランの弟だった。彼女の生活は平穏に、シトランやポワトゥーのクリソンの城のいずれかで続いた。1814年には、ヴィクトワールは8人の子どもたちの母親となっていた。フランス第一帝政下で、ラ・ロシュジャクラン侯爵は帝国からのどのような公職の誘いにも応じなかった。そして1814年最初の数ヶ月、彼はヴァンデでの蜂起を誘発する動きに参加した。彼はこうした動きに強力に貢献し、3月12日、ボルドーにおいてブルボン家の復古を宣言した。

### 王政復古
最初の王政復古（1814年-1815年）は、ラ・ロシュジャクラン家にとって幸せな時間を証明した。ルイは元帥となり、王家の精鋭兵部隊を指揮するようになったのである。やがてナポレオン・ボナパルトが勢力を盛り返して百日天下となったとき、ルイはブルボン王家からあらゆる好意を得ていた。彼は、自らの名前と己の家門の歴史に対して、勝ち目のない戦いを始めることが義務であると考えた。1815年6月4日、ル・ペルリエとサンティレール＝ド＝リエの中間にある農場で、彼は帝国軍の隊列の位置を確かめていたとき、銃弾に倒れた。
ヴィクトワールはスペインに新たな避難場所を求めた。彼女は幼い子供たちを連れてサン・セバスティアンへ向かった。再び王政復古がかなうと、ヴィクトワールとルイの長男で、父親と同名のルイはフランス貴族に列した。彼女がその後過ごした晩年は、ヴァンデで暮らし、流血の戦いの中に身をおいて、かつて経験した不幸を軽減するものだった。しかし、1830年の革命は彼女の心をさらに打ちのめし傷を付けるものになった。1832年にベリー公爵夫人が扇動した暴動で活躍した後、ラ・ロシュジャクラン家の長男ルイは、ポルトガルに渡り、1833年9月5日、王位僭称者ミゲル王子側のパルチザンとして戦い、戦死したのである。娘、妻、姉、母として、ラ・ロシュジャクラン夫人は彼女が愛した周囲の全ての人々が亡くなっていくのを目の当たりにしたのだった。
1832年、このような悲しい思い出を呼び覚ます場所から遠く離れて、彼女はオルレアンで暮らすようになった。既に結婚していた2人の娘たちの近くに移り住んだのである。ヴァンデ戦争に加担していたと非難された多くの王党派たちが、オルレアンに裁判のために送られてきた。ヴィクトワールは彼らの支援に乗りだし、彼らのほぼ全員が無罪を勝ち取って満足した。老いたヴィクトワールは盲目となり、1857年2月15日に亡くなった。

### 手記
ヴィクトワールは、『手記』（Mémoires）という驚くべき本を書いた。彼女はスペインでの最初の亡命時代に書き始め、2度目の結婚の初期に完成させた。ブレシュイール副知事バラント氏に原稿を伝え、これらは印刷され世に出る前に一部のエリート階級の間でまわし読みされ、彼らの間に深い感動を呼び起こした。第一帝政が完全に倒された後の1814年、公式に出版された。いくつかの外国語に翻訳され、印刷された。1862年にパリで第9版が出された。我々は大きな災害や終わりのない悲惨さの物語にふれ、印象的な光景、心からの言葉を文中に見つけることができる。率直な語りは、簡潔さとして文学ではないこうした回想記に特別な価値を与えている。しかし、フランスの歴史上最も悲惨な内戦、流血の歴史を保存する資料として、雄弁な証言として残っているのである。